# Campodorus aequabilis
Campodorus aequabilis är en stekelart som först beskrevs av Holmgren 1876.  Campodorus aequabilis ingår i släktet Campodorus och familjen brokparasitsteklar. Inga underarter finns listade.